# Revista eletrônica
Revista eletrônica (português brasileiro) ou electrónica (português europeu) é um tipo de revista que pode ser acessado por via eletrônica, em geral através da internet. Muitas revistas eletrônicas são revistas científicas, mas também há as sobre notícias, política, cinema, música e entretenimento em geral.
No Brasil, o termo também pode ser usado para certos tipos de programas de televisão.

## No meio acadêmico
Muitas revistas eletrônicas são do tipo acadêmico, e muitas são versões on-line de revistas impressas. Por exemplo, revistas científicas como Nature, Science e muitas outras possuem versões eletrônicas dos seus artigos que, muitas vezes, incluem informação extra que não está presente na versão impressa de cada número. Por outro lado, também há revistas que apenas possuem versões eletrônicas, como por exemplo as publicações de acesso livre da editorial Biomed Central.

## Na televisão
Na televisão brasileira, o termo é usado de forma conotativa para classificar alguns programas jornalísticos, como o Fantástico, da Rede Globo, e o Domingo Espetacular da Rede Record, assim como alguns programas exibidos na faixa da manhã das emissoras. Essa classificação no entanto, não possui uma definição aplicada, sem deixar claro quais são as características que se enquadram nesse tipo de programa.

## Nas editoras
As editoras de revistas e jornais passaram há adotar o meio eletrônico de divulgação de conteúdo através de soluções de revistas digitais. Com o advento dos tablets o modo de ler acabou mudando e hoje em dia há quem prefira receber a versão impressa na tela do computador a ter que manusear um papel. Alguns exemplos de veículos que utilizam esse formato: Abril, Editora Globo entre outras.